# Сики (компания)
«Театра́льное това́рищество „Си́ки“» (яп. 劇団四季; рус. «Четыре сезона») — театральная компания, базирующаяся в Токио, Япония. Занимается постановкой оригинальных и лицензионных мюзиклов на территории страны. В год «Сики» представляет около 3000 спектаклей 8—12 проектов.

## История
Компания была основана 14 июля 1953 года Кэйтой Асари (яп. 浅利慶太) как подразделение театральной компании «Ассоциация „Ситиё“» (яп. 七曜会). Юридически и самостоятельно компания «Сики» начала существовать в 1960 году. Изначально занималась постановками пьес классических драматургов: Ануя, Жироду, Чехова, Шекспира и др.
В сентябре 1967 года компания была преобразована в акционерное общество. В конце 1970-х годов «Сики» начинает успешно практиковать постановки западных мюзиклов.

## Театры компании
Компания «Сики» управляет восемью театрами в четырёх городах страны:
- Токио
  - «Хару»
  - «Аки»
  - «Дзию»
  - «Дэнцу»
  - «Нацу»

- Нагоя
  - «Син Нагоя»

- Осака
  - «Осака»

- Саппоро
  - «Хоккайдо»

## Основные постановки

### Оригинальные
- «Мечта во сне» (на основе новеллы Дзиро Акагавы)
- «Зачарованные друзья Юты» (по роману Тэцуо Миуры)

### Лицензионные
- «Disney Theatrical Productions»: «Аида» (2003); «Аладдин» (2015 — н.в.); «Король лев» (1998 — н.в.); «Красавица и чудовище» (1995 — н.в.); «Русалочка» (2013 — н.в.).
- «Littlestar»: «Mamma Mia!» (2002 — н.в.).
- «The Really Useful Group»: «Иисус Христос — суперзвезда» (1973 — н.в.); «Эвита» (1983).
- «The Really Useful Group» и «Cameron Mackintosh Limited»: «Кошки» (1983 — н.в.); «Призрак Оперы» (1988 — н.в.).
- «Wicked Worldwide Inc.»: «Злая» (2007 — н.в.).